# 孫升模
孫升模（韓語：손승모，1980年7月1日—），韓國退役男子羽球單打選手，畢業於園光大學，擔任選手時期教練為李矛。

## 生涯
孫升模于2002年亞運會羽毛球男子團體決賽中出場，并擊敗印尼隊的陶菲克奪冠。2003年世界羽毛球錦標賽，他在男單八強賽淘汰中國選手陳宏，隨後在半決賽負於馬來西亞名將黄综翰，奪得該屆賽事的季軍。2004年奧運會羽毛球男單比賽中，孫升模殺入到最後的決賽，成為第一位殺入奧運會男子單打決賽的韓國選手，但最後0比2負於印尼名將陶菲克，獲得亞軍。此後，孫升模再無突出戰績，2008年因世界排名過低無緣參加奧運會。退役以後，孫升模進入韓國國家羽毛球隊教練組，任職男單教練。

## 主要比賽成績
只列出曾進入準決賽的國際賽事成績：
| 年份   | 賽事                     | 公開賽級別 | 項目     | 拍檔   | 成績   |
| ------ | ------------------------ | ---------- | -------- | ------ | ------ |
| 2001年 | 亞洲羽毛球錦標賽         | 其他       | 男子單打 | －     | 季軍   |
| 2001年 | 香港羽毛球公開賽         | 不適用     | 男子單打 | －     | 冠軍   |
| 2003年 | 世界羽毛球錦標賽         | 其他       | 男子單打 | －     | 季軍   |
| 2003年 | 荷蘭羽毛球公開賽         | 不適用     | 男子單打 | －     | 準決賽 |
| 2004年 | 亞洲羽毛球錦標賽         | 其他       | 男子單打 | －     | 季軍   |
| 2004年 | 奧林匹克運動會羽毛球比賽 | 其他       | 男子單打 | －     | 銀牌   |
| 2005年 | 香港羽毛球公開賽         | 不適用     | 男子單打 | －     | 準決賽 |
| 2005年 | 中華台北羽球公開賽       | 不適用     | 男子單打 | －     | 亞軍   |
| 2005年 | 馬來西亞羽毛球國際賽     | 不適用     | 男子單打 | －     | 冠軍   |
| 2006年 | 韓國羽毛球公開賽         | 不適用     | 男子單打 | －     | 準決賽 |
| 2008年 | 德國羽毛球大獎賽         | 大獎賽     | 男子單打 | －     | 準決賽 |
| 2009年 | 新加坡羽毛球國際系列賽   | 國際系列賽 | 男子單打 | －     | 冠軍   |
| 2009年 | 新加坡羽毛球國際系列賽   | 國際系列賽 | 男子雙打 | 洪勝基 | 準決賽 |
| 2010年 | 新加坡羽毛球國際系列賽   | 國際系列賽 | 男子單打 | －     | 亞軍   |
| 2010年 | 新加坡羽毛球國際系列賽   | 國際系列賽 | 男子雙打 | 洪勝基 | 準決賽 |

| 2007-2017年 | 首要超級賽 | 超級賽 | 黃金大獎賽 | 大獎賽 | 國際挑戰賽 | 國際系列賽 | 未來系列賽 | 其他 |

### 奧運會和世錦賽參賽紀錄
|          | 2003 | 2004 | 2005 | 2006 |
| -------- | ---- | ---- | ---- | ---- |
| 男子單打 | 季軍 | 銀牌 | 32強 | 64強 |